# Aeroportul Internațional Grant County
Aeroportul Internațional Grant County (IATA: SVC, ICAO: KSVC, FAA LID: SVC) este un aeroport din New Mexico, Statele Unite ale Americii ce deservește zona Silver City. Aeroportul a fost tranzitat în 2019 de 11.936 de pasageri.
Situat la o altitudine de 1.660 m, aeroportul dispune de 4 piste.

## Infrastructură

### Piste
Aeroportul dispune de 4 piste: 
- pista 03/21 din loam[*], cu dimensiunile 4.537 picioare × 80 picioare
- pista 08/26 din asfalt, cu dimensiunile 6.802 picioare × 100 picioare
- pista 12/30 din loam[*], cu dimensiunile 4.675 picioare × 75 picioare
- pista 17/35 din loam[*], cu dimensiunile 5.473 picioare × 75 picioare